# Idioma elseng
El elseng (indebidamente llamado a veces morwap) es una lengua papú mal documentada, hablada por unas 300 personas en la provincia indonesia de Papúa. También se conoció por el nombre de Morwap, que significa "¿Qué es eso?" e indebidamente aplicado como etnónimo al grupo humano que habla dicha lengua.
Laycock clasificó el elseng como una lengua aislada, aunque notó similitudes en los pronombres personales con las lenguas de la frontera norte. Ross incluyó a esta lengua entre dichas lenguas sobre la base de esas similitudes, pero hizo notar que no parecen existir otras similitudes léxicas, por lo que el parentesco es sólo tentativo. Sin embargo, la falta de cognados conocidos puede ser un efecto de la mala documentación sobre del elseng.